# Liste von Militärakademien der Ukraine

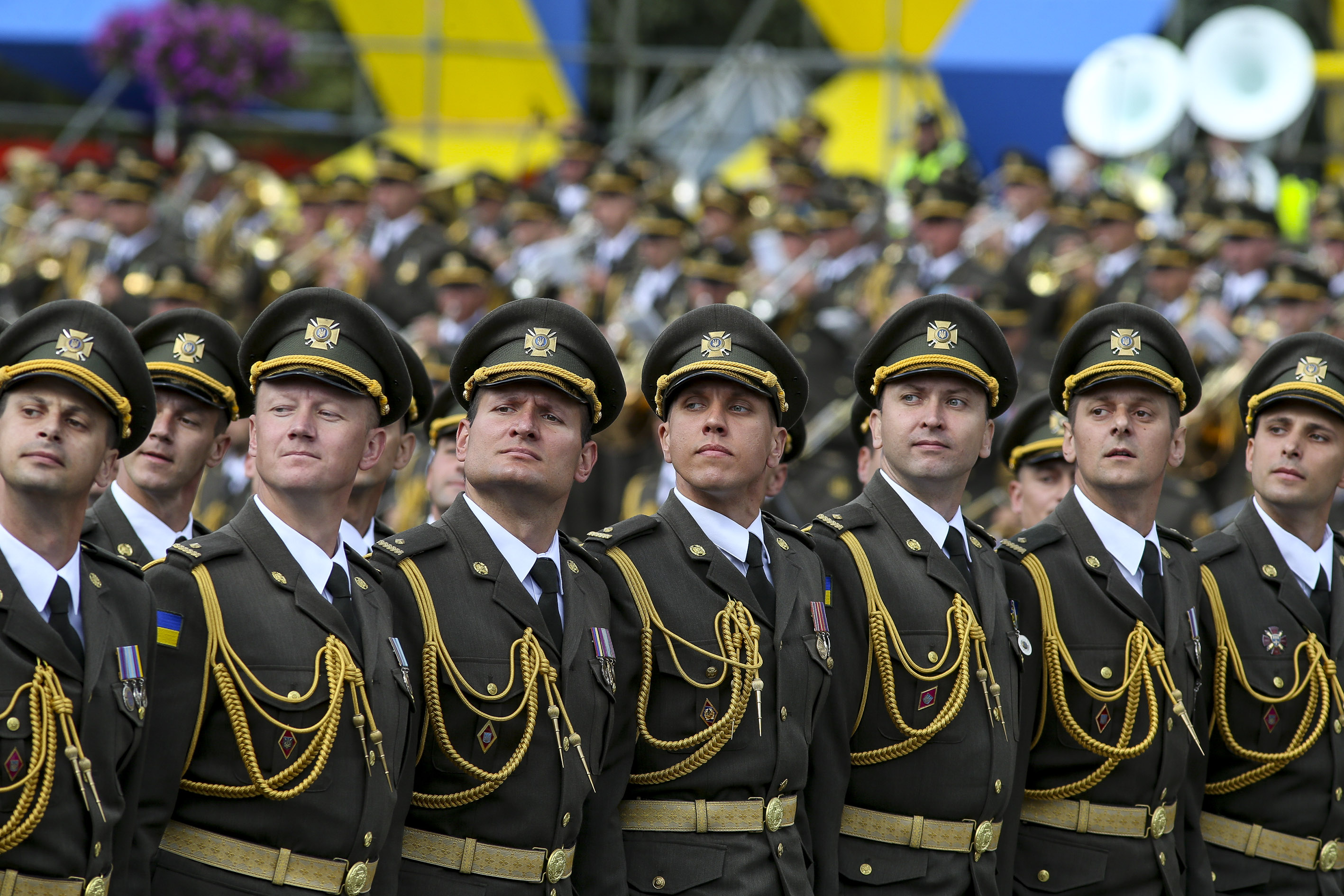
Kadetten der NDUU marschieren 2017 bei der Kiewer Unabhängigkeitstag-Parade der Ukraine

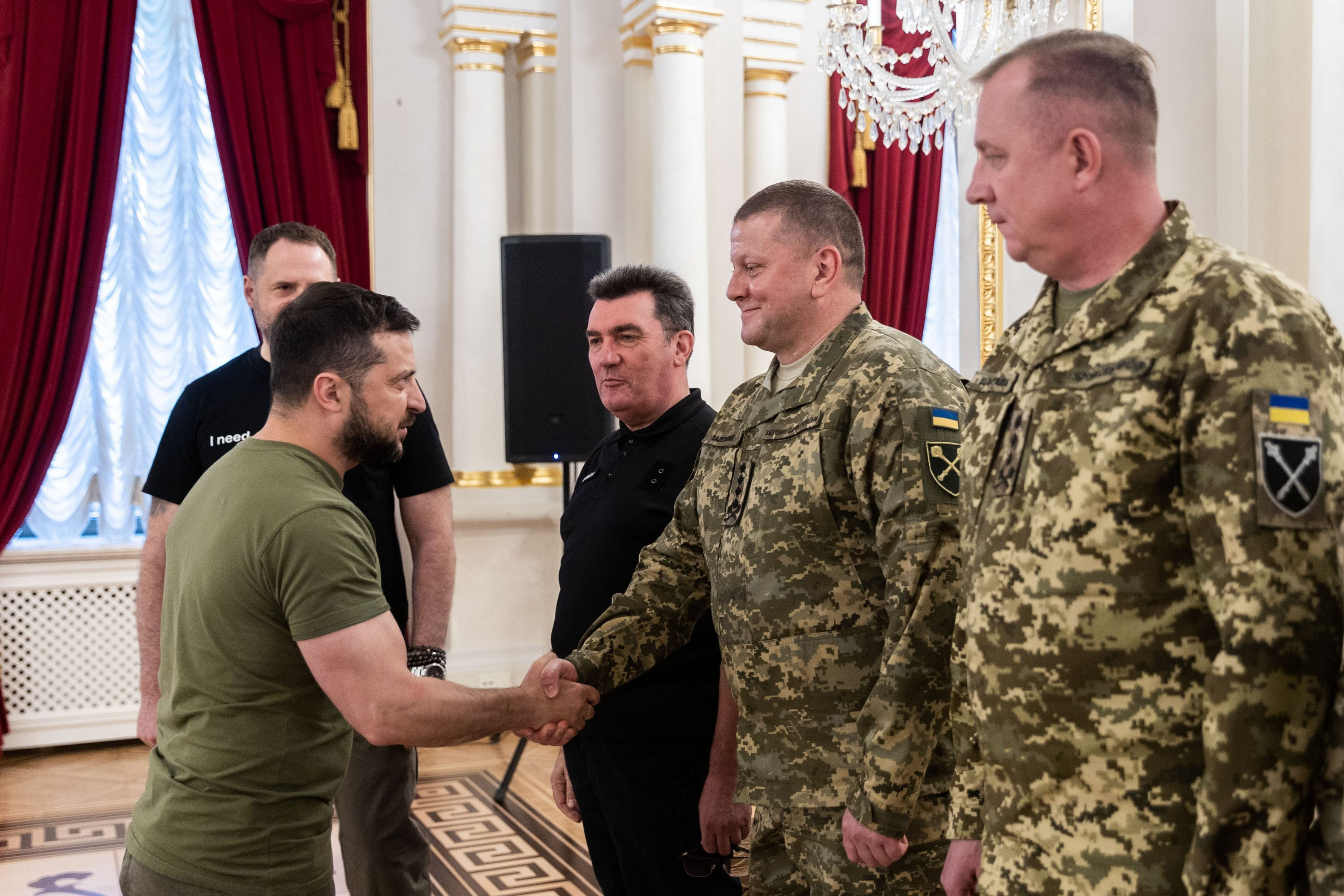
Präsident Wolodymyr Selenskyj begrüßt den Oberkommandierenden der Streitkräfte der Ukraine Saluschnyj (September 2022)

Dies ist eine Liste von Militärakademien der Ukraine. Sie enthält die großen und kleinen Militärakademien der Ukraine auf Hochschulebene. 

## Einführung
Die höchste dieser Akademien ist die Nationale Verteidigungsuniversität der Ukraine, englisch National Defense University of Ukraine "Ivan Chernyakhovsky" (NDUU) (ukrainisch Національний університет оборони України імені Івана Черняховського / Nazionalnyj uniwersytet oborony Ukrajiny imeni Iwana Tschernjachowskoho, wiss. Transliteration Nacionalʹnyj universytet oborony Ukraïny imeni Ivana Černjachovsʹkoho). Sie ist nach Iwan Tschernjachowski (1906–1945) benannt, dem jüngsten Armeegeneral in der Geschichte der sowjetischen Roten Armee. 
Der ehemalige Oberkommandierende der Streitkräfte der Ukraine, Walerij Saluschnyj, beispielsweise ist ein Absolvent der NDUU. Die Nationale Luftwaffenuniversität Charkiw (ukrainisch Харківський національний університет Повітряних Сил імені Івана Кожедуба) ist nach dem sowjetischen Piloten, Marschall der Flieger und dreifachen Helden der Sowjetunion Iwan Koschedub (1920–1991) benannt. Das Militärinstitut Schytomyr ist nach S. P. Koroljow (1907–1966) benannt, dem sowjetischen Raketenkonstrukteur und Weltraumpionier, der eine wichtige Rolle in der Geschichte der Raumfahrt spielte.

## Übersicht
Im Jahr 2019 umfasste das System der militärischen Ausbildung nach Angaben des ukrainischen Militärs 12 Hochschulen und höhere Bildungseinrichtungen (2 Universitäten, 4 Akademien, 6 Militärinstitute); militärische Ausbildungsabteilungen (5 für Offiziere, 26 für Reserveoffiziere). Drei Institutionen haben den Status „national“.

### Hochschulen und höhere Bildungseinrichtungen

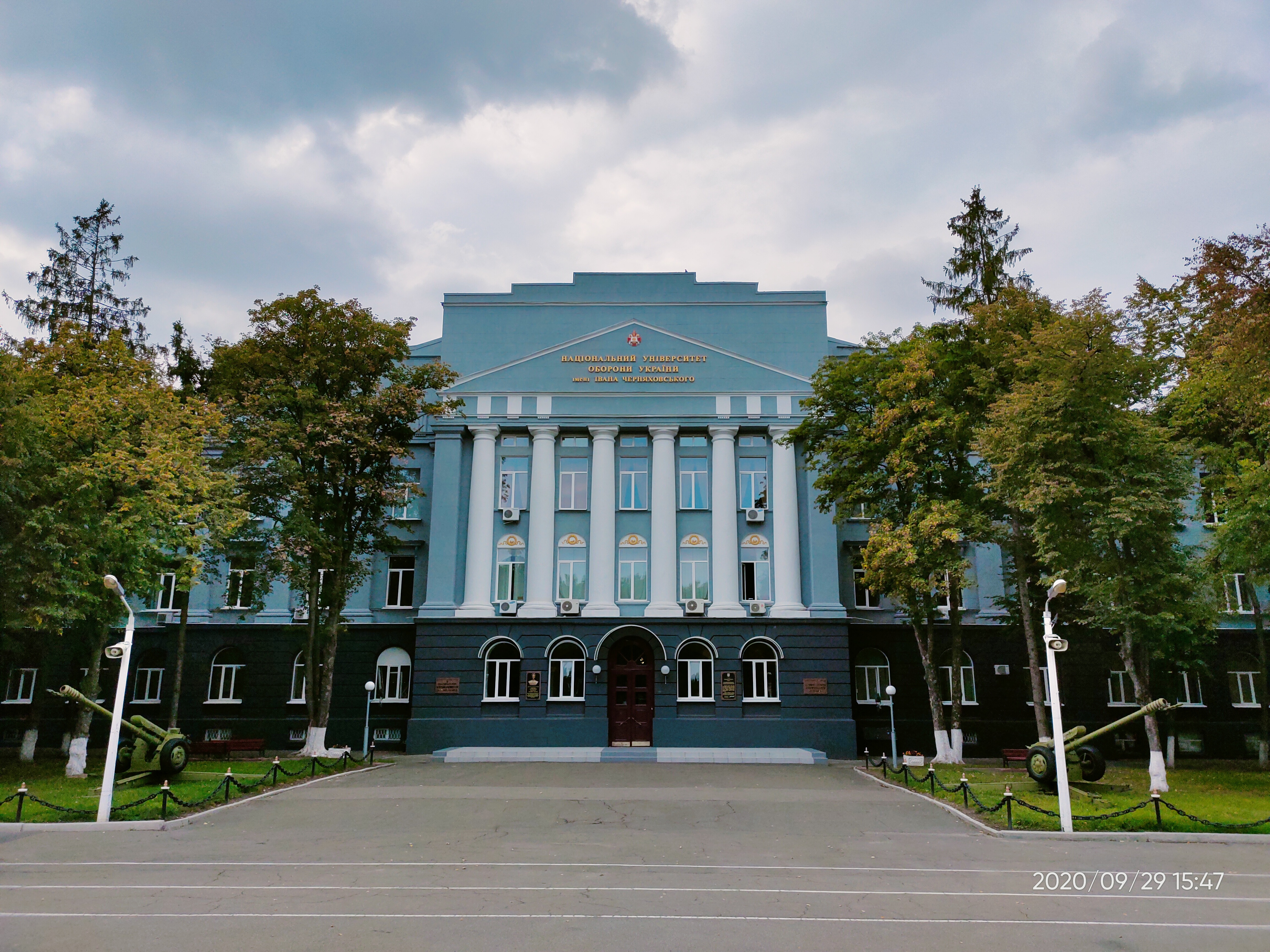
NDUU-Campus in Kiew

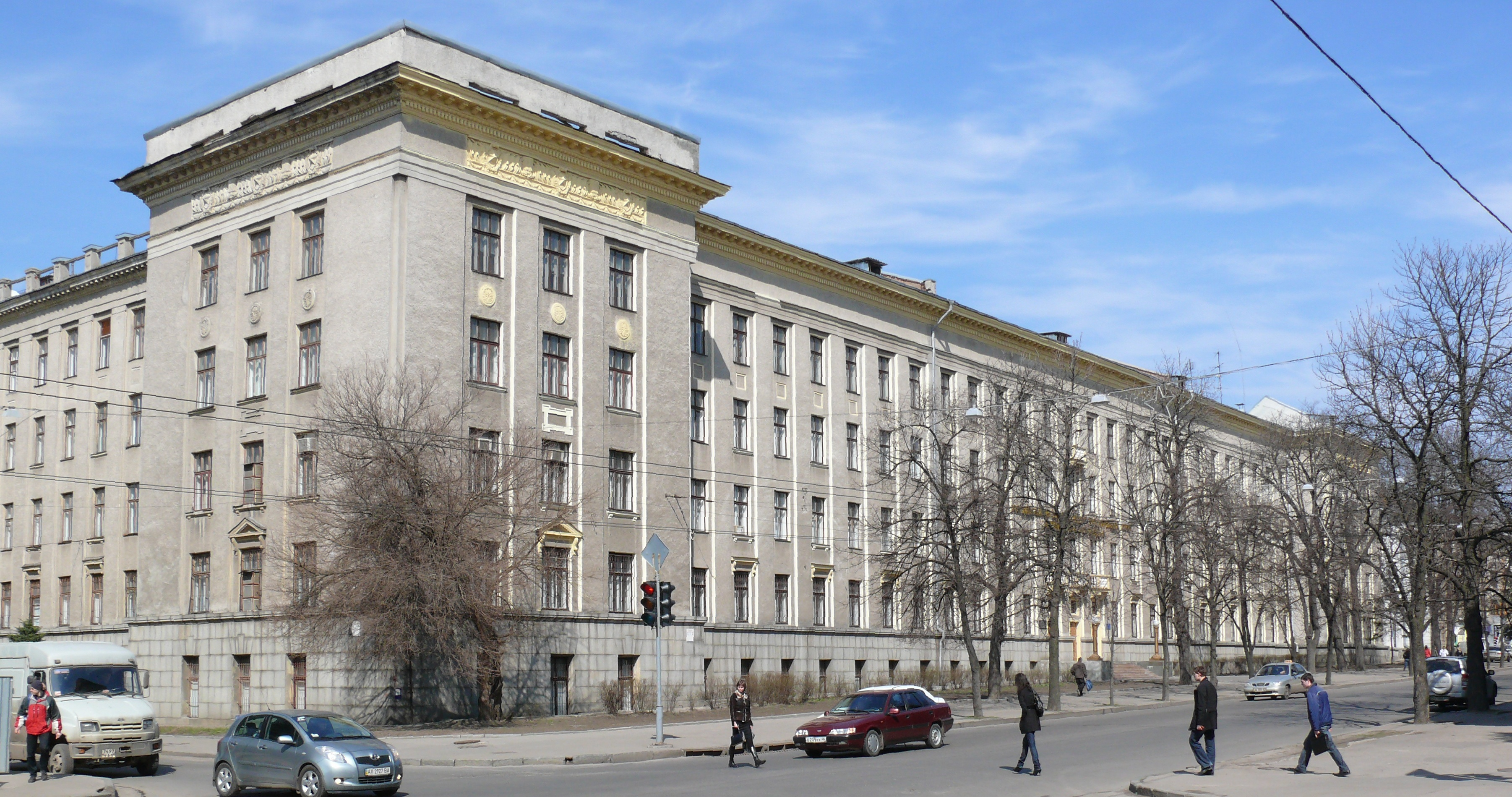
Nationale Luftwaffenuniversität Charkiw

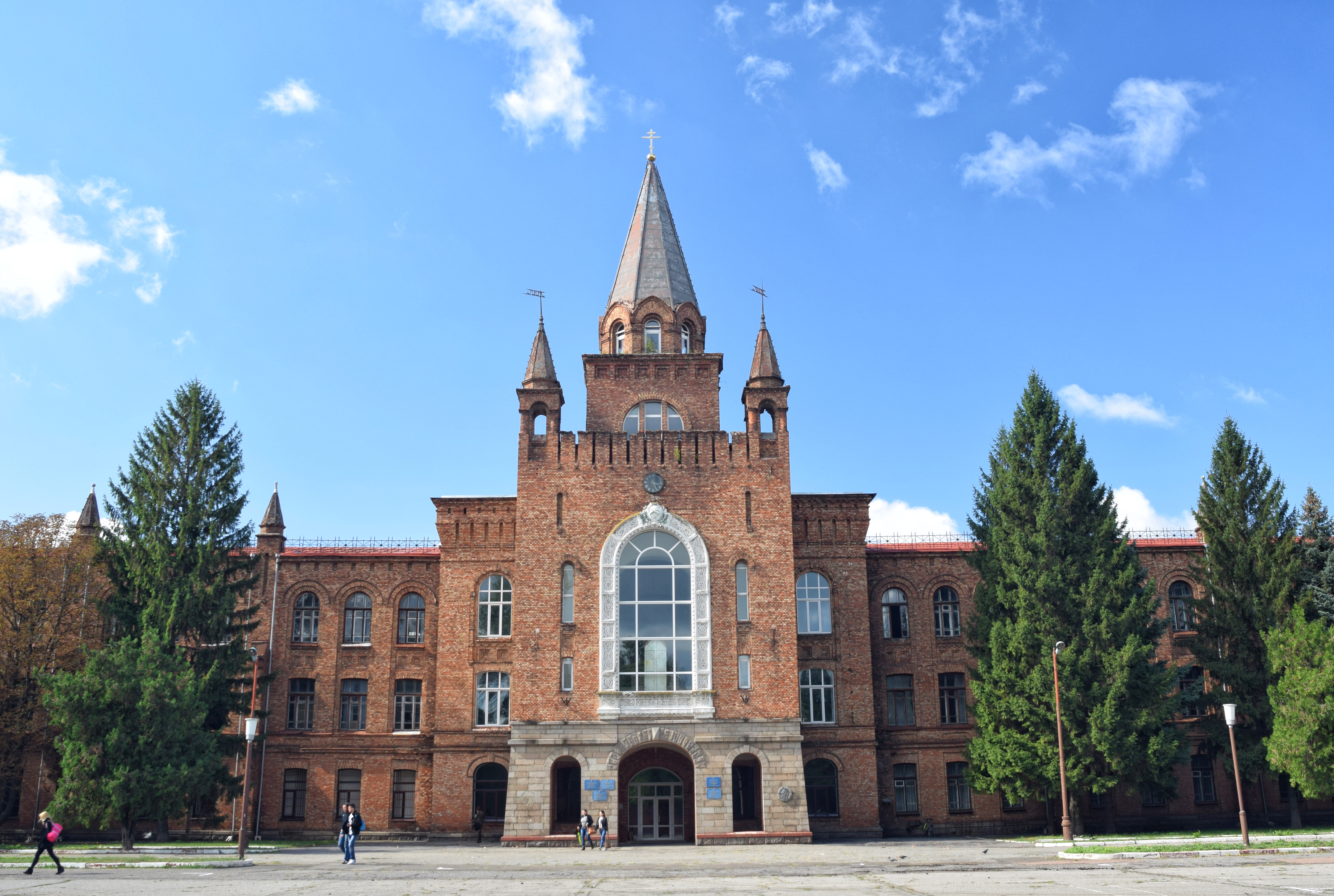
Teil der Militärakademie Odessa

- Nationale Verteidigungsuniversität der Ukraine Iwan Tschernjachowski / Національний університет оборони України імені Івана Черняховського (50° 25′ 49″ N, 30° 27′ 55″ E)
- Nationale Luftwaffenuniversität Charkiw, benannt nach Iwan Koschedub / Харківський національний університет Повітряних Сил імені Івана Кожедуба
- Ukrainische Medizinische Militärakademie / Українська військово-медична академія
- Militärische Diplomatische Akademie Jewhenij Beresnjak / Воєнно-дипломатична академія імені Євгенія Березняка
- Nationale Armeeakademie, benannt nach Hetman Petro Sahaidatschnyj / Національна академія сухопутних військ імені гетьмана Петра Сагайдачного
- Militärakademie Odessa / Військова академія (м. Одеса)
- Militärisches Institut für Telekommunikation und Informatisierung Helden von Kruty / Військовий інститут телекомунікацій та інформатизації імені героїв Крут
- Militärisches Institut der Nationalen Taras-Schewtschenko-Universität in Kiew / Військовий інститут Київського національного університету імені Т.Шевченка
- Militärinstitut Schytomyr, benannt nach S. P. Koroljow / Житомирський військовий інститут імені С.П.Корольова
- Institut für Marine der Nationalen Universität „Odessa Maritime Academy“ / Інститут Військово-Морських Сил Національного університету «Одеська морська академія»
- Militärisches Institut für Panzertruppen der Nationalen Technischen Universität „Polytechnisches Institut Charkiw“ / Військовий інститут танкових військ НТУ «Харківський політехнічний інститут»
- Institut für Militärrecht der Nationalen Juristischen Universität Jaroslaw Mudryj / Військово-юридичний інститут Національного юридичного університету імені Ярослава Мудрого

### Militärschulen für Unteroffiziere der Hochschulen
Die Ausbildung für den militärischen Dienst auf Vertragsbasis in den Positionen der Unteroffiziere (NCOs) wird von Militärschulen für Unteroffiziere der Militärakademien (ВВНЗ) durchgeführt. Diese sind:
- Militärakademie für Unteroffiziere der Nationalen Akademie der Streitkräfte Hetman Petro Sahaidatschnyj / Військовий коледж сержантського складу Національної Академії СВ імені гетьмана Петра Сагайдачного
- Militärakademie für Unteroffiziere der Universität der Luftstreitkräfte in Charkiw, benannt nach Iwan Koschedub / Військовий коледж сержантського складу Харківського університету Повітряних Сил імені Івана Кожедуба
- Militärakademie für Unteroffiziere des Militärischen Instituts für Telekommunikation und Informatisierung / Військовий коледж сержантського складу Військового інституту телекомунікацій та інформатизації
- Abteilung für militärische Ausbildung der Seefahrtschule der Technischen Flotte der Nationalen Universität „Odessa Maritime Academy“ / Відділення військової підготовки Морехідного коледжу технічного флоту Національного університету «Одеська морська академія».

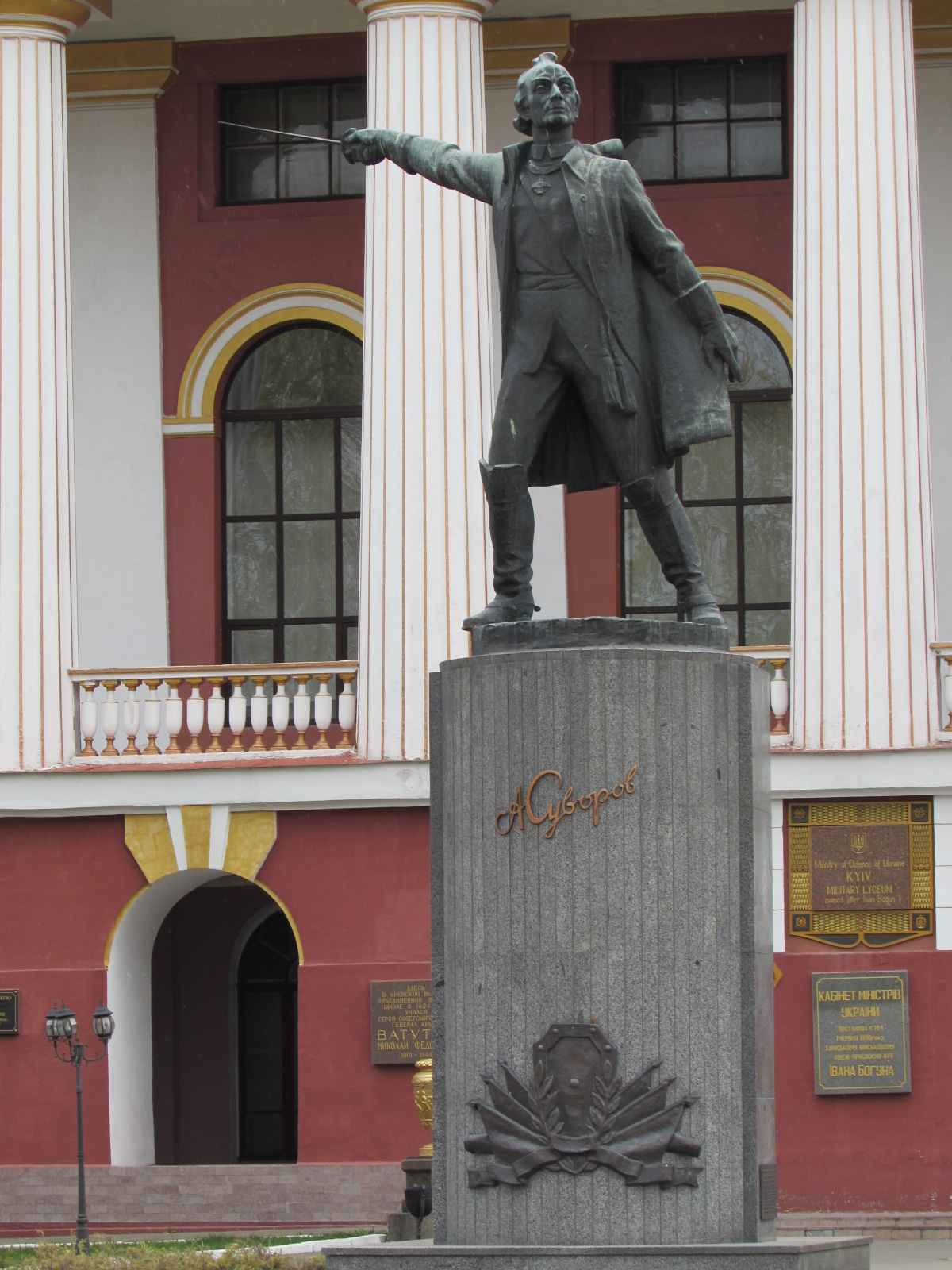
Suworow-Denkmal im Hof des Kiewer Militärlyzeums Iwan Bohun (2015)